# Van Buren
Van Buren je kodno ime Black Isle Studiosa za igru Fallout 3. Van Buren je trebao koristiti engine koji je Black Isle Studios razvio za igru Baldurs Gate 3, engine je poznatiji pod imenom Jefferson Engine i u potpunosti je 3D. U prosincu 2003. godine Interplay prekida rad na Van Buren projektu i raspušta Black Isle Studios. U to vrijeme je 95% posla na engineu već bilo gotovo, 75% dijaloga i oko 50% mapa. U srpnju 2004. godine Bethesda Softworks kupuje prava za izradu Fallouta 3. 8. travnja 2007. Bethesda Softworks kupuje kompletnu lincencu za Fallout dok Interplay zadržava limitirana prava na Fallout MMORPG lincencu. Ovaj dan mnogi obožavatelji smatraju krajem Fallouta kakvog poznajemo iz prva dva dijela, jer nedugo nakon toga Bethesda objavljuje da će Fallout 3 biti baziran na nešto promijenjenom engineu i sistemu igranja koji je već viđen u igri The Elder Scrolls IV: Oblivion. 3. svibnja 2007. na internet je procurio tehnološki demo otkazanog Van Burena. Službeni Falout 3 na kojemu radi Bethesda Softworks trebao bi biti završen u trećem kvartalu 2008. godine.

## Priča
Radnja Van Burena se je trebala odvijati u četiri savezne države u SAD-u. Te države su Utah, Arizona, Nevada i Colorado. Zapadni dio mape čini istočna granica NCR-a (New California Republic), problemi s NCR-om čine dobar dio radnje u Van Burenu. Radnja igre je navodno trebala biti smještena negdje oko 2250. godine ili 10 godina od završetka Fallouta 2.
Iako kompletna radnja i priča nikada nisu bile službeno objavljene, dosta je detalja procurilo za vrijeme razvijanja igre. Glavni lik je trebao početi igru u zatvoru. Bilo da je glavni lik nedužno optužen ili je kriv trebalo se je odlučiti kroz kreaciju lika na početku igre. Eksplozija ga je trebala ostaviti bez svijesti a kada bi se probudio vrata ćelije bi bila otvorena. Nakon čega glavni lik bježi u pustinju i otkriva da ga prate nepoznati napadači. Igrač bi u igri imao potpunu slobodu odlučivanja i mijenjanja sudbine svoje okoline kao i u prva dva nastavka Fallouta, po čemu su bili posebno poznati.

## Sistem za kreaciju lika
Van Buren je trebao koristiti visoko sofisticiranu verziju sistema za kreaciju lika pod imenom SPECIAL. SPECIAL je akronim i inicijali od Strength (snaga), Perception (opažanje), Endurance (izdržljivost), Charisma (karizma), Intelligence (inteligencija), Agility (pokretljivost), Luck (sreća). To je sedam bitnih karakteristika za likove u igri. Oni se koriste za određivanje vještina i perkova za likove. Van Buren SPECIAL sistem je trebao koristiti 13 vještina.
- 3 borbene vještine: Firearms, Melee, Unarmed
- 3 diplomatske vještine: Barter, Persuasion, Deception
- 4 znanstvene vještine: Medic, Mechanics, Science, Outdoorsman
- 3 stealth vještine (originalno ih je trebalo biti 4):  Steal, Sneak, Security

## Lokacije u igri
Lokacije koje su trebale biti u finalnom Van Burenu:
- Tibbets Facility (Zatvor)
- Dog Town (Denver)
- Boulder Dome
- Hoover Dam (New California Republic)
- Grand Canyon
- Twin Mothers (Vault 29)
- Nursery
- Reservation
- New Canaan (Jericho)
- Maxson's Bunker
- Fort Abandon
- Mesa Verde
- Oroborus
- Hangdog Village (Blackfoot Village)
- Burham Springs
- Bloomfield Airbase
- Ballistic Orbital Missile Base 001

Lokacije koje su trebale biti izbačene iz finalne verzije:
- Circle Junction (Iron Lines)
- The Crater
- Moletown
- Caesar's Legion

## Vanjske poveznice
- Duck and Cover Fallout fan site
- No Mutants Allowed Fallout fan site
- The Vault Fallout wikipedija